# Bahnhof Frankfurt (Main) Konstablerwache
Der Bahnhof Frankfurt (Main) Konstablerwache ist eine kombinierte S-Bahn- und doppelstöckige U-Bahn-Station in Frankfurt am Main. Der DB-Teil ist, Stand 2020, mit 98.000 Fahrgästen pro Tag nach dem Hauptbahnhof (ca. 493.000) und vor dem Bahnhof Hauptwache (ca. 96.000) der am meisten frequentierte Bahnhof in Frankfurt am Main und zählt zur 2018 von DB Netz eingeführten Kategorie der Metropolbahnhöfe. Er liegt am östlichen Ende der Einkaufsmeile Zeil unter dem gleichnamigen Platz und wird von allen Linien der S-Bahn außer der Linie S7 – der zweite, noch nicht an die Stammstrecke angeschlossene südliche Außenast – sowie den U-Bahn-Linien U4–U7 angefahren. Auf Straßenniveau verkehren die Straßenbahnlinien 12 und 18. Der Bahnhof Konstablerwache ist zudem der zentrale Knotenpunkt für alle Nachtbuslinien.
Der Schnellbahnknoten besteht baulich aus zwei Bahnhöfen, einem dreigleisigen U-Bahnhof der B-Strecke (Linien U4 und U5) unter der Kurt-Schumacher-Straße und einem viergleisigen Gemeinschaftsbahnhof für S- und U-Bahn unter der Zeil, der Teil der C-Strecke (U6/U7) und des City-Tunnels der S-Bahn ist. 
Inklusive der Straßenbahn verfügen die verschiedenen Stationen der Konstablerwache über neun Bahnsteiggleise.

## Geschichte
Bereits zu Beginn des 20. Jahrhunderts war die Konstablerwache einer der zentralen Knotenpunkte der Frankfurter Straßenbahn.
Der unterirdische Bahnhofskomplex wurde ab 1966 errichtet. Der erste Bauteil wurde 1974 eröffnet, als Teil der Stadtbahnlinie B1 (der heutigen U5). Die übrigen Teile waren damals bereits im Rohbau miterrichtet worden, auch ein Abschnitt eines geplanten, aber nie realisierten Zeil-Straßentunnels.
1983 erfolgte die Eröffnung des Zeiltunnels, die seit 1978 an der Hauptwache endenden S-Bahn-Linien wurden bis zur Konstablerwache verlängert. Voll in Betrieb genommen wurde der Schnellbahnknoten im Jahr 1986 mit der Eröffnung der U-Bahn-Linien U6 und U7 (C-Strecke).
Nachdem die Straßenbahn 1978 vollständig von der Konstablerwache verschwunden war und zeitweise in der Großen Friedberger Straße geendet hatte, wurde 1999 die erste Neubaustrecke seit Beginn des U-Bahn-Baus über die Kurt-Schumacher- und Konrad-Adenauer-Straße eingeweiht. Die Strecke wird von der Linie 12 befahren, die anschließend auf die Altstadtstrecke übergeht. Seit 2011 verkehrt zusätzlich die neue Linie 18 über die Konstablerwache.
Eröffnungsdaten:
- U-Bahnhof B-Strecke: 26. Mai 1974 (das Gleis Richtung Bornheim erst ab 31. Mai 1980)
- S-Bahnhof: 1983
- U-Bahnhof C-Strecke: 11. Oktober 1986
- Straßenbahn: 17. September 1999

## Ebenen

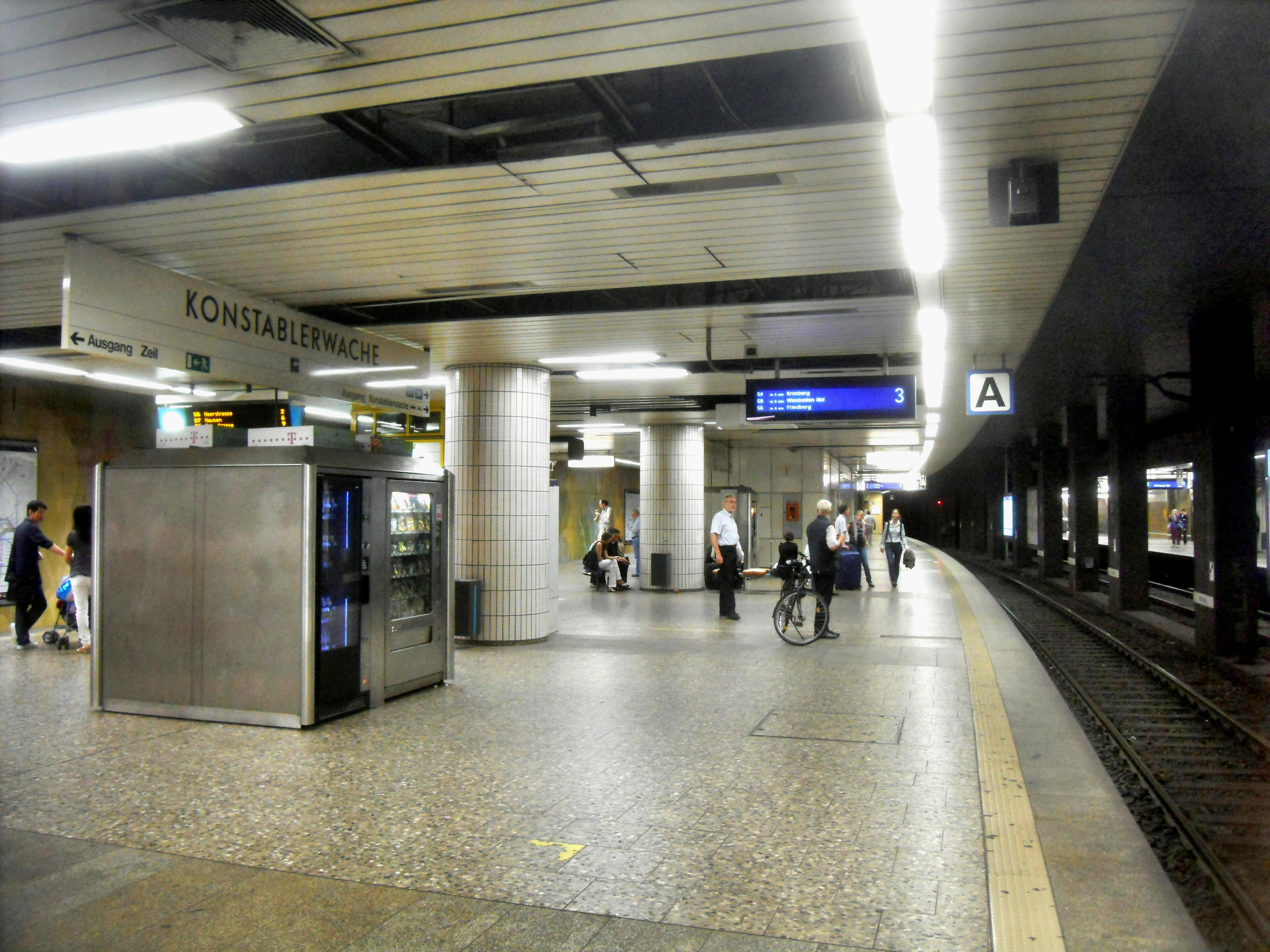
Die D-Ebene mit Gleis 3 für die S-Bahn (rechts) und Gleis 4 für die U-Bahn (links)

### Verteilerebene
Wie auch die Station Hauptwache verfügt der Verkehrsknoten Konstablerwache über eine weitläufige Verteilerebene, genannt B-Ebene. Neben dem eigentlichen Zweck des Zugangs zu den Bahnsteigen dient sie vor allem auch als Einkaufspassage und Straßenunterführung. Hier befindet sich auch als Bauvorleistung ein Abschnitt eines geplanten Straßentunnels in Nord-Süd-Richtung, der allerdings nie realisiert wurde.

### Bahnhof der B-Strecke

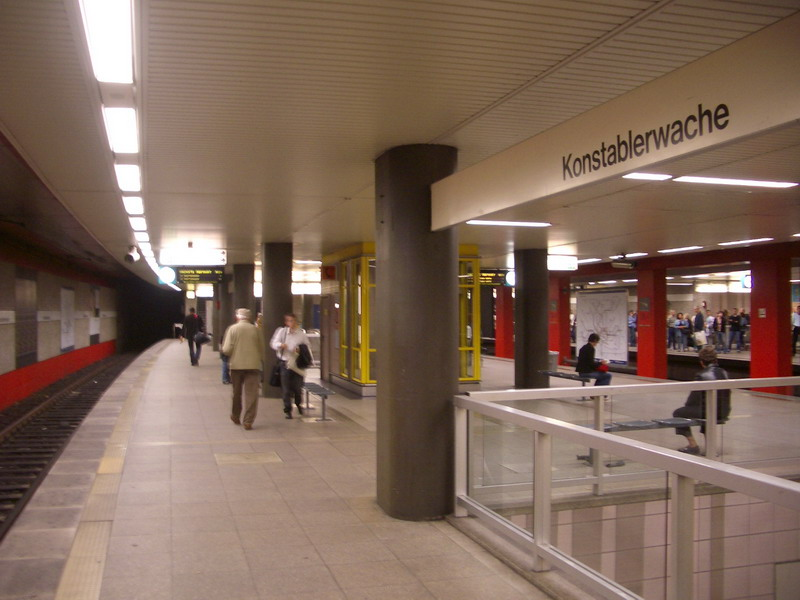
Station Konstablerwache, C-Ebene, U-Bahnsteig B-Strecke, Richtung Bockenheimer Warte (Gleis C3) / Hauptbahnhof (Gleis C1)

Eine Etage tiefer, in der C-Ebene, liegt die dreigleisige Station der U-Bahn-Linien U4 und U5. Das westliche Gleis (Gleis C1) wird von der Linie U5 in Richtung Hauptbahnhof befahren, das mittlere Gleis (Gleis C3) dient der Linie U4 in Richtung Bockenheimer Warte. Das östliche Gleis (Gleis C2) wird von beiden Linien in Richtung Preungesheim (U5) bzw. Seckbacher Landstraße/Enkheim (U4) gemeinsam befahren.

### Bahnhof der C-Strecke und der S-Bahn

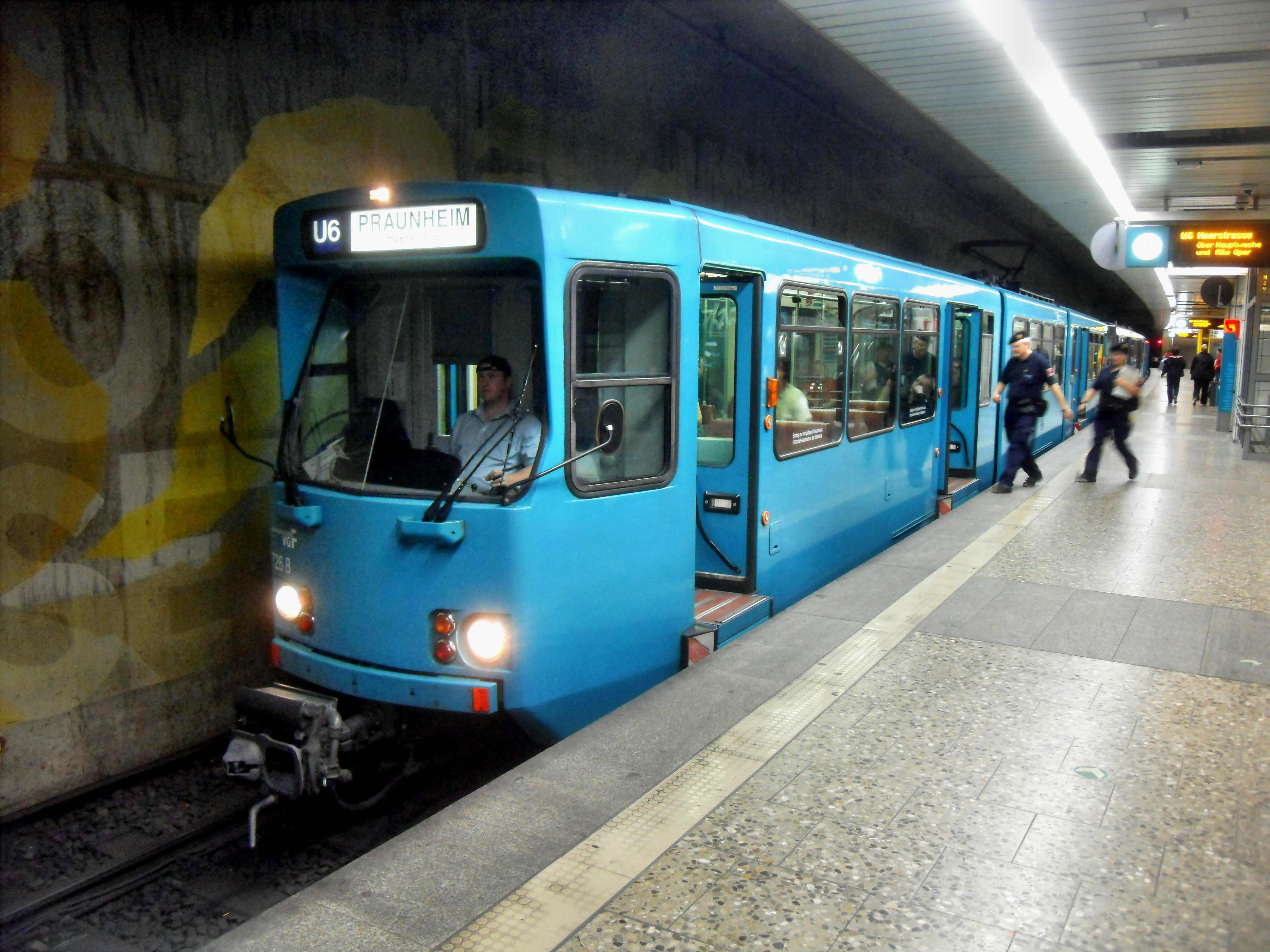
U6 auf Gleis 4 in der D-Ebene auf dem Weg nach Praunheim (2009)

Darunter, in der so genannten D-Ebene, verkehren die S-Bahnen sowie die U-Bahn-Linien U6 und U7. S-Bahn und U-Bahn teilen sich dabei zwei Inselbahnsteige, so dass am gleichen Bahnsteig von der S-Bahn in die U-Bahn und umgekehrt umgestiegen werden kann. Die beiden äußeren Gleise (Gleise 1 und 4) werden dabei von der U-Bahn benutzt, die beiden inneren (Gleise 2 und 3) von der S-Bahn. Bei dem Text an den Wänden handelt es sich um einen Frankfurter Ratsbeschluss vom 15. Juli 1756, der die Bürger vor den Folgen übermäßigen Alkoholgenusses warnt:

„Nachdeme Einem Hoch-Edlen und Hochweisen Rath allhier höchst-ärgerlich und beschwerlich vorgekommen, daß, besonders den Sonntag, durch übermäßiges Schwelgen und Zechen, allerley Zanck, Streit und Schlägerey, ja gar Auflauf und bey nahe Tumult, veranlasset werde: Als werden, kraft dieses Edicts und Anschlags, alle und jede hiesige Burger, Beysassen und Einwohner, nachdrücklich verwarnet, sich des übermäßigen Trinckens und Zechens, besonders an Sonn- und Feyertägen, zu enthalten.“

## Betrieb
| Linie | Verlauf | Takt | Betreiber      |
| ----- | --- | --- | -------------- |
| S1    | Wiesbaden Hbf – Wiesbaden Ost – Mainz-Kastel – Hochheim (Main) – Flörsheim (Main) – Eddersheim – Hattersheim (Main) – Frankfurt-Sindlingen – Frankfurt-Höchst Farbwerke – Frankfurt-Höchst – Frankfurt-Nied – Frankfurt-Griesheim – Frankfurt (Main) Hbf tief – Frankfurt (Main) Taunusanlage – Frankfurt (Main) Hauptwache – Frankfurt (Main) Konstablerwache – Frankfurt (Main) Ostendstraße – Frankfurt (Main) Mühlberg – Offenbach-Kaiserlei – Offenbach Ledermuseum – Offenbach Marktplatz – Offenbach (Main) Ost – Offenbach-Bieber – Offenbach-Waldhof – Obertshausen – Rodgau-Weiskirchen – Rodgau-Hainhausen – Rodgau-Jügesheim – Rodgau-Dudenhofen – Rodgau-Nieder-Roden – Rodgau-Rollwald – Rödermark-Ober Roden                              | 30 min 15 min (Hochheim–Rödermark zur HVZ und Flörsheim–Offenbach Ost werktags tagsüber) | DB Regio Mitte |
| S2    | Niedernhausen (Taunus) – Niederjosbach – Bremthal – Eppstein – Lorsbach – Hofheim (Taunus) – Kriftel – Frankfurt-Zeilsheim – Frankfurt-Höchst Farbwerke – Frankfurt-Höchst – Frankfurt-Nied – Frankfurt-Griesheim – Frankfurt (Main) Hbf tief – Frankfurt (Main) Taunusanlage – Frankfurt (Main) Hauptwache – Frankfurt (Main) Konstablerwache – Frankfurt (Main) Ostendstraße – Frankfurt (Main) Mühlberg – Offenbach-Kaiserlei – Offenbach Ledermuseum – Offenbach Marktplatz – Offenbach (Main) Ost – Offenbach-Bieber – Heusenstamm – Dietzenbach-Steinberg – Dietzenbach Mitte – Dietzenbach Bhf | 30 min 15 min (zur HVZ) | DB Regio Mitte |
| S3    | Bad Soden (Taunus) – Sulzbach (Taunus) Nord – Schwalbach a Ts (Limes) – Schwalbach a Ts (Limes) Nord – Niederhöchstadt – Eschborn – Eschborn Süd – Frankfurt-Rödelheim – Frankfurt (Main) West – Frankfurt am Main Messe – Frankfurt (Main) Galluswarte – Frankfurt (Main) Hbf tief – Frankfurt (Main) Taunusanlage – Frankfurt (Main) Hauptwache – Frankfurt (Main) Konstablerwache – Frankfurt (Main) Ostendstraße – Frankfurt (Main) Lokalbahnhof – Frankfurt (Main) Süd | 30 min | DB Regio Mitte |
| S4    | Kronberg (Taunus) – Kronberg Süd – Niederhöchstadt – Eschborn – Eschborn Süd – Frankfurt-Rödelheim – Frankfurt (Main) West – Frankfurt am Main Messe – Frankfurt (Main) Galluswarte – Frankfurt (Main) Hbf tief – Frankfurt (Main) Taunusanlage – Frankfurt (Main) Hauptwache – Frankfurt (Main) Konstablerwache – Frankfurt (Main) Ostendstraße – Frankfurt (Main) Lokalbahnhof – Frankfurt (Main) Süd | 30 min | DB Regio Mitte |
| S5    | Friedrichsdorf (Taunus) – Seulberg – Bad Homburg – Oberursel (Taunus) – Oberursel-Stierstadt – Oberursel-Weißkirchen/Steinbach – Frankfurt-Rödelheim – Frankfurt (Main) West – Frankfurt am Main Messe – Frankfurt (Main) Galluswarte – Frankfurt (Main) Hbf tief – Frankfurt (Main) Taunusanlage – Frankfurt (Main) Hauptwache – Frankfurt (Main) Konstablerwache – Frankfurt (Main) Ostendstraße – Frankfurt (Main) Lokalbahnhof – Frankfurt (Main) Süd | 30 min 15 min (Bad Homburg–Frankfurt Süd werktags) | DB Regio Mitte |
| S6    | (Friedberg (Hess) – Bruchenbrücken – Nieder-Wöllstadt – Okarben –) Groß Karben – Dortelweil – Bad Vilbel – Bad Vilbel Süd – Frankfurt-Berkersheim – Frankfurt-Frankfurter Berg – Frankfurt-Eschersheim – Frankfurt-Ginnheim – Frankfurt (Main) West – Frankfurt am Main Messe – Frankfurt (Main) Galluswarte – Frankfurt (Main) Hbf tief – Frankfurt (Main) Taunusanlage – Frankfurt (Main) Hauptwache – Frankfurt (Main) Konstablerwache – Frankfurt (Main) Ostendstraße – Frankfurt (Main) Lokalbahnhof – Frankfurt (Main) Süd – Frankfurt (Main) Stresemannallee – Frankfurt-Louisa – Neu-Isenburg – Dreieich-Buchschlag – Langen Flugsicherung – Langen (Hess) (– Egelsbach – Erzhausen – Darmstadt-Wixhausen – Darmstadt-Arheilgen – Darmstadt Hbf) | 15 min (Groß Karben–Langen montags–freitags, Bad Vilbel–Langen samstags, Bad Vilbel–Frankfurt Süd sonn-/feiertags) 30 min (Friedberg–Groß Karben montags–freitags, Friedberg–Bad Vilbel samstags, sonn-/feiertags und Langen–Darmstadt werktags, Frankfurt Süd–Darmstadt sonn-/feiertags) | DB Regio Mitte |
| S8    | Wiesbaden Hbf – Wiesbaden Ost – Mainz Nord – Mainz Hbf – Mainz Römisches Theater – Mainz-Gustavsburg – Mainz-Bischofsheim – Rüsselsheim Opelwerk – Rüsselsheim – Raunheim – Kelsterbach – Frankfurt am Main Flughafen Regionalbahnhof – Frankfurt (Main) Gateway Gardens – Frankfurt am Main Stadion – Frankfurt-Niederrad – Frankfurt (Main) Hbf tief – Frankfurt (Main) Taunusanlage – Frankfurt (Main) Hauptwache – Frankfurt (Main) Konstablerwache – Frankfurt (Main) Ostendstraße – Frankfurt (Main) Mühlberg – Offenbach-Kaiserlei – Offenbach Ledermuseum – Offenbach Marktplatz – Offenbach (Main) Ost (– Mühlheim (Main) – Mühlheim (Main) Dietesheim – Steinheim (Main) – Hanau Hbf) (nur HVZ)                                                | 30 min | DB Regio Mitte |
| S9    | Wiesbaden Hbf – Wiesbaden Ost – Mainz-Kastel – Mainz-Bischofsheim – Rüsselsheim Opelwerk – Rüsselsheim – Raunheim – Kelsterbach – Frankfurt am Main Flughafen Regionalbahnhof – Frankfurt (Main) Gateway Gardens – Frankfurt am Main Stadion – Frankfurt-Niederrad – Frankfurt (Main) Hbf tief – Frankfurt (Main) Taunusanlage – Frankfurt (Main) Hauptwache – Frankfurt (Main) Konstablerwache – Frankfurt (Main) Ostendstraße – Frankfurt (Main) Mühlberg – Offenbach-Kaiserlei – Offenbach Ledermuseum – Offenbach Marktplatz – Offenbach (Main) Ost – Mühlheim (Main) – Mühlheim (Main) Dietesheim – Steinheim (Main) – Hanau Hbf | 30 min | DB Regio Mitte |
| S4    | Bockenheimer Warte – Festhalle/Messe – Hauptbahnhof – Willy-Brandt-Platz – Dom/Römer – Konstablerwache – Merianplatz – Höhenstraße – Bornheim Mitte – Seckbacher Landstraße – Schäfflestraße – Gwinnerstraße – Kruppstraße – Hessen-Center – Enkheim | 7/8 min (Bock. Warte–Seckb. Landstr. werktags) 15 min (Seckb. Landstr.–Enkheim werktags) 10 min (Bock. Warte–Seckb. Landstr. so/feiertags) 20 min (Seckb. Landstr.–Enkheim so/feiertags)                                                                                                  | VGF            |
| S5    | Gymnasium Römerhof (geplant) – Schmidtstr. (geplant) – Wohnpark (geplant) – Europagarten (geplant) – Emser Brücke (in Bau) – Güterplatz (in Bau) – Hauptbahnhof – Willy-Brandt-Platz – Dom/Römer – Konstablerwache – Musterschule – Glauburgstraße – Deutsche Nationalbibliothek – Hauptfriedhof – Marbachweg/Sozialzentrum – Gießener Straße – Theobald-Ziegler-Straße – Ronneburgstraße – Sigmund-Freud-Straße – Preungesheim (in Umbau) – August-Schanz-Str. (in Planung) – Berkersheimer Weg (in Planung) – Frankfurter Berg (in Planung) | 7/8 min (werktags) 5 min (HVZ) 10 min (sonn-/feiertags) | VGF            |
| S6    | Hausen – Große Nelkenstraße – Industriehof – Kirchplatz – Leipziger Straße – Bockenheimer Warte – Westend – Alte Oper – Hauptwache – Konstablerwache – Zoo – Ostbahnhof | 10 min 7/8 min (HVZ) | VGF            |
| S7    | Praunheim Heerstraße – Friedhof Westhausen – Stephan-Heise-Straße – Hausener Weg – Fischstein – Industriehof – Kirchplatz – Leipziger Straße – Bockenheimer Warte – Westend – Alte Oper – Hauptwache – Konstablerwache – Zoo – Habsburgerallee – Parlamentsplatz – Eissporthalle/Festplatz – Johanna-Tesch-Platz – Schäfflestraße – Gwinnerstraße – Kruppstraße – Hessen-Center – Enkheim | 10 min 7/8 min (HVZ) | VGF            |

## Kunstwerk „Reise in Raum und Zeit“

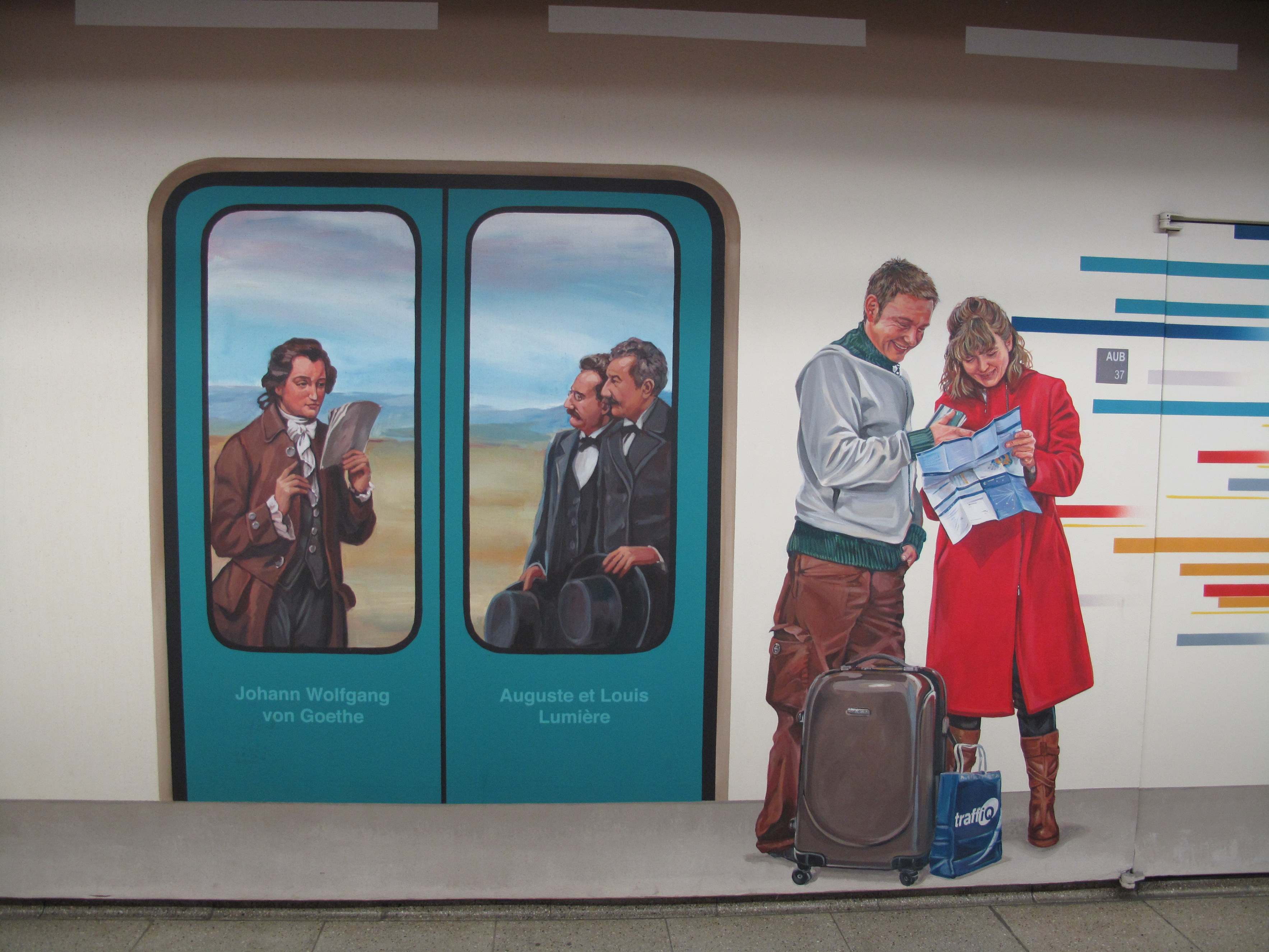
Goethe und die Brüder Lumière, Teil des Werkes „Reise in Raum und Zeit“ der CitéCréation

Aus Anlass des 50-jährigen Jubiläums der Städtepartnerschaft von Frankfurt und Lyon erstellte die französische Künstlergruppe CitéCréation 2010 gemeinsam mit ihrer Potsdamer Tochterfirma CreativeStadt ein großflächiges Kunstwerk im U-Bahnhof. Unter dem Thema „Reise in Raum und Zeit“ entstanden auf 500 Quadratmetern der Stationswand mehrere illusionistische Kunstwerke. Sie zeigen verschiedene Motive aus beiden Städten, die mit einem fiktiven Verkehrsmittel verbunden sind. Das Werk wurde am 11. Juni 2010 in Anwesenheit des Lyoner Oberbürgermeisters Gérard Collomb und des Stadtrats Volker Stein enthüllt.

„Ein Augenblick der Zeitreise in einer fiktiven U-Bahn, eine durch Lichttechnik in Szene gesetzte optische Illusion. […] Das Bild ‚Reise in Raum und Zeit‘ in der Frankfurter U-Bahn Konstablerwache zeigt die Börsen beider Städte, das Frankfurter Museumsuferfest und das Lichterfest, das Lyon im Dezember verzaubert. Am Bahnsteig warten die Brüder Lumière und Goethe. Ach ja, die Sponsoren aus beiden Städten sitzen im Zug.“